# بين سلاتر
بين سلاتر (26 أغسطس 1991 في المملكة المتحدة - ) (بالإنجليزية: Ben Slater)‏ هو لاعب كريكت بريطاني. لعب مع نادي مقاطعة ديربيشاير للكريكت ‏ وLeeds/Bradford MCC University ‏ وSouthern Rocks ‏.

## وصلات خارجية
- بين سلاتر على موقع إي آس بي آن كريك إنفو (الإنجليزية)